# Линия 9 (Истанбулско метро)
Линия 9 (на турски: M9, Ataköy – Olimpiyat) е линия на Истанбулското метро с дължина 17,2 км, разположена в европейската част на Истанбул. Открита е през 2013 г. Състои се от 14 метростанции, като крайни гари са станциите „Атакьой“ в Бакъркьой и „Олимпийски“ в Башакшехир.

## Етапи
На 22 ноември 2013 г. са открити три метростанции по участъка от линията между станциите „Олимпийски“ и „Икители Санайъ“ с дължина 3,8 км. На 29 май 2021 г. са открити две метростанции по участъка от линията между станциите „Икители Санайъ“ и „Бахарие“ с дължина 2,1 км. На 18 март 2024 г. са открити осем метростанции по участъка от линията между станциите „Бахарие“ и „Атакьой“ с дължина 11,3 км. На 30 август 2024 г. е открита метростанция „Мимар Синан“.

## Станции
| Ред | Станция               | на турски             | Околия        | Връзки с други линии                                                                               | Обекти в близост |
| --- | --------------------- | --------------------- | ------------- | -------------------------------------------------------------------------------------------------- | --- |
| 1   | „Атакьой“             | Ataköy                | Бакъркьой     | Станция „Атакьой“ на подводния жп тунел „Мармарай“                                                 | Спортна зала „Синан Ердем“ • Зала по лека атлетика „Атакьой“ • Спортна зала „Ахмет Джомерт“ • квартал „Атакьой II, V, VI“ • Ataköy 5. Kısım Konutları • Търговски център A Plus • Национална градина „Барутане“ |
| 2   | „Йенибосна“           | Yenibosna             | Бакъркьой     | Станция „Йенибосна“ на Метробус Истанбул • Станция „Йенибосна“ на „Линия 1“ на Истанбулското метро | Обекти на İETT • квартал „Атакьой VII, VIII, IX, X“ |
| 3   | „Чобанчешме“          | Çobançeşme            | Бахчелиевлер  | Станция „Чобанчешме“ на „Линия 2“ на Истанбулското метро                                           | Търговски център „Куюмджукент“ • Асамблея на турските износители • Сграда за допълнителни услуги на община Бахчелиевлер • Съоръжения за твърди отпадъци • Втора регионална дирекция на Пътното поддържане       |
| 4   |                       | 29 Ekim Cumhuriyet    | Бахчелиевлер  | | İhlas Yuva Evleri • Централна сграда на „Ихлас Холдинг“ • Vizyon Park |
| 5   | „Догу Санайъ“         | Doğu Sanayi           | Бахчелиевлер  | | Източна индустриална част • Търговски център StarCity Outlet (на 500 метра) |
| 6   | „Мимар Синан“         | Mimar Sinan           | Багджълар     | Станция „Мимар Синан“ на „Линия 1“ на Истанбулското метро                                          | улица „Мимар Синан“ • Basın Ekspres Yolu |
| 7   | „15 юли“              | 15 Temmuz             | Багджълар     | | квартал „15 юли“ • улица „Гулбахар“ |
| 8   |                       | Halkalı Caddesi       | Кючюкчекмедже | | квартал „Ататюрк“ • Basın Ekspres Yolu • квартал „Атакент“ • Търговски център 212 Outlet |
| 9   | „Квартал Ататюрк“     | Atatürk Mahallesi     | Кючюкчекмедже | Станция „Квартал Ататюрк“ на „Линия 7“ на Истанбулското метро                                      | квартал „Ататюрк“ • Търговски комплекс ArenaPark AVM (на 800 метра) |
| 10  | „Бахарие“             | Bahariye              | Кючюкчекмедже | | квартал „Мехмет Акиф“ • Автобусна спирка на İETT • Метропарк „Евлери“ • Индустриална зона „Мармара“ |
| 11  | „МАСКО“               | MASKO                 | Башакшехир    | | Търговски център „Маско“ • „Мол Истанбул“ • „Хилтън Мол Истанбул“ • Индустриални обекти (ESOT, Demirciler) |
| 12  | „Икители Санайъ“      | İkitelli Sanayi       | Башакшехир    | Станция „Икители Санайъ“ на „Линия 3“ на Истанбулското метро                                       | Промишлени обекти (Metal-iş, Demirciler, Dolapdere, Aykosan) |
| 13  | „Квартал Зия Гьокалп“ | Ziya Gökalp Mahallesi | Башакшехир    | | квартал „Зия Гьокалп“ • Индустриални обекти (Aymakoop, Keresteciler) |
| 14  | „Олимпийски“          | Olimpiyat             | Башакшехир    | Станция „Олимпийски“ на „Линия 11“ на Истанбулското метро                                          | Олимпийски стадион „Ататюрк“ • Обекти на İETT |

## Галерия
- Входа към станция „Атакьой“ през 2023 г.
- Входа към станция „Йенибосна“ през 2024 г.
- Входа към станция „Чобанчешме“ през 2024 г.
- Станция „Мимар Синан“ през 2024 г.
- Входа към станция „Квартал Ататюрк“ през 2024 г.
- Станция „Икители Санайъ“ през 2022 г.
- Станция „Олимпийски“ през 2024 г.